# Solutrià inferior
El Solutrià Inferior és un període dins la cultura anomenada Solutrià que es va caracteritzar per puntes en forma de fulla (de llaurer o de salze) amb retoc unifacial; on apareixen pocs burís i un gran nombre de gratadors i rascadores.
Tornen a aparèixer estatuetes d'animals bastant tosques, i el gravat continua.